# Frédéric Lagrange
Pour les articles homonymes, voir Lagrange.
Frédéric Joseph Barthélemy 2e comte (« de ») Lagrange (21 juin 1815 à Dangu - 22 novembre 1883 à Paris), est un homme politique français du XIXe siècle. Il est député du Gers puis sénateur du Second Empire.

## Biographie
Fils du comte Joseph Lagrange et de Marie Françoise de Talhouët, il est élu représentant du Gers à l'Assemblée législative, le 8 juillet 1849, en remplacement de M. Lacave-Laplagne, décédé, contre M. Pégot-Ogier, ancien représentant, M. Alem-Rousseau, et M. David, ancien représentant. Il vote avec la majorité et soutient la politique du prince-président.
En 1851, il est domicilié à Paris, 15, avenue d'Antin.
Après le coup d'État du 2 décembre 1851, il fait partie de la commission consultative instituée par Louis-Napoléon Bonaparte. Entièrement rallié à l'Empire, il est successivement élu comme candidat officiel, député au Corps législatif dans la 2e circonscription du Gers :
- le 29 février 1852[5], contre M. Jouret[6], ancien représentant ;
- le 22 juin 1857[7], contre M. Gounon[8] ;
- le 1er juin 1863[9], contre M. de Saint-Gresse[10] ;
- le 24 mai 1869[11], contre M. Alcée Durrieux[12], avocat à Paris.

Officier de la Légion d'honneur du 4 août 1865, membre du comité central du plébiscite en 1870, il est nommé sénateur du Second Empire par décret impérial du 27 juillet, décret dont les événements empêchèrent la promulgation.
Rendu à la vie privée par la « révolution » du 4 septembre 1870, et fidèle à ses convictions politiques, il se présente comme candidat bonapartiste aux élections du 20 février 1876, et il échoue dans l'arrondissement de Lectoure contre l'élu républicain, M. Descamps, et M. de Galard.
Candidat du gouvernement après la dissolution de la Chambre par le « cabinet du 16 mai », il échoue de nouveau, le 14 octobre 1877, contre le député républicain sortant réélu, M. Descamps.
Le comte Lagrange épouse en premières noces le 1er juin 1840 à Paris Hortense Jeanne Augustine Honnorez (°11 mars 1823 - Mons † 30 avril 1841 - Paris (1er arrondissement)), fille de Florent François Daniel Honnorez (° 16 février 1780 - paroisse de Saint-Nicolas-en-Havré de Mons † 28 octobre 1830 - Ghlin), propriétaire et bourgmestre de la commune de Ghlin, et d'Adèle Narcisse Defontaine (° 23 floréal an XI (13 mai 1803) - Mons † 13 novembre 1875 - château de Ris-Orangis).
Il épouse en secondes noces le 15 juin 1850 en la paroisse Sainte-Clotilde de Paris, Emilie de Riquet de Caraman-Chimay (° 1832 - † 1851), fille de Joseph de Riquet de Caraman (° 1808 - † 1886) prince de Chimay (propriétaire de la vénerie de Saint-Joseph, Gers), sans postérité.
Il est l'oncle par alliance de Marie Henri Charles Antoine de Brigode du Hallay-Coëtquen, vicomte de Brigode, devenu marquis du Hallay. En effet, le père de ce dernier, Louis Marie Henri Pierre Désiré de Brigode, était le demi-frère maternel de la seconde épouse de Frédéric Lagrange.
Il meurt le 22 novembre 1883 : "La veille, à sept heures et demi du soir, il avait été pris d'une crise terrible de la maladie de cœur dont il souffrait depuis longtemps, et qui, depuis trois mois, ne lui laissait ni paix ni trêve; le délire s'était déclaré presque aussitôt ; on avait mandé le docteur Mola, qui avertit l'entourage du malade que c'était la fin ; à minuit, M. l'abbé Vincent, de Saint-Philippe-du-Roule, lui administrait les derniers sacrements; et à sept heures du matin, il rendait le dernier soupir." Son appartement était alors situé au 2, rue du Cirque à Paris.
Ses obsèques ont lieu le 24 novembre 1883 à l'église Saint-Philippe-du-Roule et il est inhumé à Dangu.
Le comte avait hérité de Dangu, Neaufles-sur-Risle, Courcelles-lès-Gisors avec ses sœurs.

### Propriétaire en sport hippique

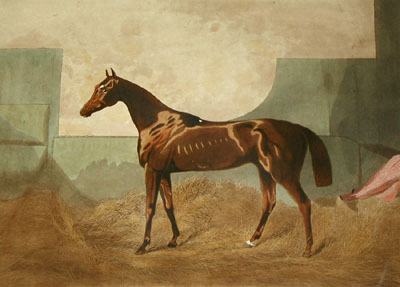
Portrait de Gladiateur

M. de Lagrange s'est acquis une notoriété particulière par son écurie de courses et par les victoires de deux de ses chevaux, Fille de l'Air et Gladiateur.
Après s'être associé au baron Nivière, Frédéric de Lagrange divise ses forces en deux ; une écurie en Angleterre, sous la direction de Tom Jennings Sr. et une écurie en France sous la direction de Henry Jennings.
En 1855, Monarque gagne sous les couleurs d'Alexandre Aumont, le Prix du Jockey Club. Un an plus tard, en 1856, Frédéric de Lagrange achète Monarque et en fait un reproducteur de premier ordre. Ce dernier gagne la Coupe de Goodwood en 1859. Le succès vient également le 28 mai 1864 avec Fille de l'Air, née et élevée au haras de Dangu. En effet, elle gagne la course des Oaks d'Epsom. La même année, elle remporte le Grand Prix du Prince Impérial et le prix de Diane et en 1865 le Grand Prix de l'Impératrice. Son cheval, Gladiateur, monté par Grimshaw, s'illustre en 1865 par sa double victoire dans le Derby d'Epsom et le Grand Prix de Paris, sans compter les autres courses gagnées en Angleterre par ce cheval qui est une seule fois battu à Newmarket. Il gagne également le Grand Prix du Prince Impérial en 1865, le Grand Prix de l'Empereur et le Grand Prix de l'Impératrice en 1866.
Cet éleveur dote la France de nombreux étalons dont la quasi-totalité descendent de Monarque.
En 1870, il vend son écurie et une partie de son stud de Dangu, ne conservant que Monarque et un lot de belles poulinières. Monarque meurt à Dangu, où on lui éleva un tombeau dans le parc du château.
La dernière société des Ecuries de Dangu, fondée en 1874, au capital de 1 500 000 francs, par MM. de Lagrange, de Brigode, Joubert, d'Hespel, Blount et de Dreux-Brézé, en 1878, a doublé son capital par l'introduction de plusieurs nouveaux associés.
En 1877, il remporte une nouvelle fois le Grand Prix de Paris avec son cheval Saint-Christophe, monté par le jockey Hudson. Ce dernier, véritable outsider, gagne avec la cote de 60 contre 1. Le géniteur de Saint-Christophe est Mortemer. Il remporte la victoire lors du prix Rainbow en 1878.
En 1882 a lieu la liquidation de la société et le Stud de Dangu, poulinières, étalons, yearlings et chevaux à l'entraînement, en tout près de 300 produits, sont mis aux enchères à Dangu même.
La liste suivante recense quelques chevaux des écuries de Frédéric de Lagrange :
- Albion (vainqueur du Derby en 1881),
- Auguste (vainqueur du Grand Prix de l'Impératrice en 1867 et du Grand Prix de l'Empereur en 1868),
- Balagny,
- Black Prince (vainqueur du Derby en 1859),
- Braconnier (vainqueur de la Grande Poule des Produits de 1876),
- Clémentine (vainqueur de la Grande Poule des Produits en 1878 et du prix Gladiateur en 1879),
- Consul (vainqueur du Derby en 1869),
- Courtois (vainqueur du prix Gladiateur en 1880),
- Dandin (vainqueur du Derby en 1882, faisant dead-heat avec Saint-James),
- Echanson (issu de Consul et de Etoile-du-Nord),
- Finlande (vainqueur du prix de Diane en 1861),
- Gabrielle d'Estrée (vainqueur du Derby en 1861),
- Insulaire (vainqueur du Derby en 1878),
- Jenny (vainqueur du prix de Diane en 1868)
- Le Mandarin (vainqueur du Prix de l'Empereur en 1862),
- Léon (vainqueur de la Grande Poule des Produits en 1881),
- Le Sarrazin,
- Longchamps (vainqueur du Grand Prix de l'Impératrice en 1868),
- l'Oise,
- Mademoiselle de Chantilly (vainqueur du Prix de l'Empereur en 1857),
- Manolo,
- Milan (vainqueur du prix Rainbow en 1881),
- Mousie,
- Nelusko (vainqueur du Grand Prix du Prince Impérial en 1868),
- Nougat (vainqueur du prix Rainbow et du prix Gladiateur en 1876),
- Ouragan II,
- Pagnotte (issu de Mortemer et de Nita),
- Palestro (vainqueur du Grand Prix du Prince Impérial en 1861),
- Poulet (vainqueur du prix Rainbow en 1882),
- Ragman,
- Rayon d'Or (vainqueur du prix Rainbow en 1880),
- Stradella (vainqueur du Grand Prix de Baden en 1862),
- Surprise (vainqueur du Grand Prix de l'Empereur en 1861),
- Trocadéro (vainqueur du Grand Prix de Baden en 1863, du Prix de l'Empereur en 1867, du prix Gladiateur en 1869 et du prix Rainbow en 1869 et 1870),
- Union Jack (vainqueur du Prix de l'Empereur en 1859),
- Ventre Saint Gris (vainqueur du Derby en 1858),
- Verneuil (vainqueur du prix Gladiateur en 1878),
- Zut (vainqueur du Derby en 1879).

La livrée de son écurie est casaque bleue, manches et toque rouges.

## Distinctions
- Officier de la Légion d'honneur (décret du 14 août 1865).